# Harkstead
Harkstead ist ein Dorf und eine Verwaltungseinheit im District Babergh in der Grafschaft Suffolk, England. Harkstead ist 10 km von Ipswich entfernt. Im Jahr 2022 hatte es eine Bevölkerung von 314. Harkstead wurde 1086 im Domesday Book als Herchesteda erwähnt.